# Dai Yama (kulle i Antarktis)
Dai Yama är en kulle i Antarktis. Den ligger i Östantarktis. Norge gör anspråk på området. Toppen på Dai Yama är 2 188 meter över havet.
Terrängen runt Dai Yama är varierad. Trakten är obefolkad. 